# New European Driving Cycle
El New European Driving Cycle (NEDC) es un ciclo de conducción que consiste en cuatro ciclos de conducción ECE-15 repetidos y un ciclo de conducción extra-urbano (Extra-Urban driving cycle, EUDC). 
Es una prueba diseñada para evaluar objetivamente el impacto medioambiental de los automóviles. Está orientada a informar a los consumidores. Las pruebas se basan en la legislación europea sobre emisiones. En los últimos años, está siendo criticado porque la divergencia con los consumos reales de los coches actuales es cada vez mayor.

## La prueba NEDC

### Prueba de carga en carretera
La carga en carretera es una medida de la cantidad de energía requerida para mantener un vehículo moviéndose en la carretera a una cierta velocidad. Hay varios métodos para calcularla, pero el más común es el coastdown en el que se acelera el vehículo en una pista de pruebas hasta velocidades de hasta 120 km/h. Entonces se pone en punto muerto y se cronometran los tiempos en los que baja la velocidad en intervalos de 20 km/h hasta que se detiene. La deceleración da la medida de la resistencia aerodinámica, resistencia a la rodadura y pérdidas mecánicas del coche. Los tiempos y distancias medidos se trasladan a una curva de carga en carretera que será programada en los rodillos del dinamómetro en el laboratorio.
En la UE los datos de los resultados de la prueba de carga en carretera se mantienen confidenciales porque los fabricantes alegan que contienen información sensible. Como los datos se mantienen en secreto es imposible replicar los resultados de forma independiente. En los Estados Unidos los datos de la prueba de carga en carretera son de acceso público.
Consultores independientes afirman que en la UE los fabricantes manipulan sistemáticamente los resultados de la prueba de carga en carretera para obtener unos datos demasiado bajos que cuando se trasladan a los rodillos del laboratorio producen subestimaciones del consumo de combustible y de las emisiones de CO2.

### Protocolo de prueba en laboratorio

El ciclo NEDC se compone de dos partes: ECE-15 (ciclo urbano), repetido 4 veces: dibujado de 0 s a 780 s; el ciclo EUDC (extraurbano) está dibujado de 780 s a 1180 s

De acuerdo a la directiva 98/69/EC se efectúa la prueba de acuerdo a este esquema:
La primera parte representa conducción urbana, en la que el vehículo se arranca por la mañana (tras haber estado toda la noche aparcado) y se conduce en hora punta con múltiples paradas de atasco. La segunda parte representa una conducción de carretera con una velocidad máxima de 120 km/h.
Todas las pruebas tienen los ajustes indicados en la directiva 70/220/EC.
Para proporcionar condiciones de prueba reproducibles las medidas se toman en un dinamómetro de rodillos.
Se miden íntegramente las emisiones de monóxido de carbono (CO), dióxido de carbono (CO2), hidrocarburos (HC), óxidos de nitrógeno (NOx) y partículas (PM). El consumo de combustible se determina por los componentes y las cantidades de las emisiones.
La distancia es de 11 007 metros. 
La duración es de 1 180 segundos (casi 20 minutos).
La velocidad media es de 33.6 km/h.
La velocidad máxima es de 120 km/h.
La aceleración máxima es de 1,04 m/s2.
El tiempo al ralentí es de 300 segundos (un 25% del total).
El peso total se compone del vehículo vacío + 100 kg + 90% de combustible + fluidos + rueda de repuesto (o kit de reparación).
La temperatura ambiente está entre 20 °C y 30 °C.
El aire acondicionado está apagado.
Los cambios de marchas son fijos para los cambios manuales y sugeridos por los fabricantes para los automáticos.

## Críticas
La crítica fundamental es la incapacidad para representar una conducción real.
El ciclo NEDC se diseñó cuando los coches europeos eran más ligeros y menos potentes. La prueba reproduce un patrón de aceleraciones suaves, velocidades de crucero constantes y muchos períodos al ralentí. Sin embargo, en la práctica las aceleraciones son mayores y dinámicas debidas en parte al exceso de potencia de los motores modernos. La media de aceleración de 0 a 100 km/h ha descendido de 14 segundos en 1981 a 9 segundos en 2007
La brecha entre las cifras homologadas y las reales aumentaron de un 8% en 2001 a un 21% en 2012 y a un 40% en 2014.
Los consumidores podrían sentir un desengaño al observar un consumo muy superior al homologado. Esto tendría implicaciones en el deseo de comprar coches más eficientes y con menores emisiones en el futuro.

## Implicaciones de la brecha
El consumidor medio vería aumentar su gasto en combustible en 450 euros al año ya que un aumento de emisiones de CO2 está correlacionado directamente con el consumo de combustible.
Este costo adicional podría minar la confianza del consumidor en las cifras de consumo y en las tecnología de ahorro de combustible.

Para la sociedad en su conjunto la divergencia debilita los esfuerzos por mitigar el cambio climático y reducir las importaciones de petróleo en la UE. Se calcula que menos de la mitad de las reducciones de emisiones de CO2 sobre el papel se traducen en reducciones reales.
Mientras que las cifras oficiales homologadas dicen que se redujeron las emisiones de CO2 de 170 g/km en 2001 a 123 g/km en 2014 (una reducción del 27%), los estudios sobre emisiones reales van de 184 g/km en 2001 a 168 g/km en 2014 (un 8% de reducción)
Para los gobiernos la divergencia creciente mina la eficacia de los esquemas de impuestos que en la mayoría de estados usan los valores de emisiones de CO2 homologados para determinar los impuestos del vehículo. Si la divergencia aumenta con el tiempo los gobiernos experimentan un decrecimiento de la recaudación. Del mismo modo los vehículos beneficiados por los incentivos a los vehículos con bajas emisiones producen muchas más emisiones en la realidad por lo que se dedica dinero público en subvenciones no adecuadas.
Desde el punto de vista del fabricante la reducción de emisiones de CO2 sobre el papel pero no en la realidad es el camino más eficiente en costes en el corto plazo. Sin embargo, la divergencia creciente podría minar la confianza del público a largo plazo.
Las entidades reguladoras podrían cuestionar la precisión y representatividad de los valores de emisiones homologados. Los fabricantes se enfrentan a un dilema: cualquier fabricante que reporte emisiones más realistas corre el riesgo de ser penalizado por las normativas de la UE y ver reducida la demanda del consumidor, sobre todo si otros fabricantes continúan reportando valores que cada vez están más lejos de la realidad.

## Retorciendo el ciclo
Antes de la prueba de laboratorio se realiza una prueba de carga en carretera que determina el valor de resistencia de carga a introducir en los rodillos del laboratorio.
Los fabricantes se aprovechan de las lagunas y flexibilidades de la norma para obtener resultados de consumo y emisiones menores. Sus prácticas habituales incluyen:
- Retirada de todos los equipos opcionales para reducir peso.[3]
- Separar las pastillas de freno de los discos para evitar su rozamiento.[3]
- Sobreinflar los neumáticos para reducir su rozamiento.[3]
- Modificar la alineación de la dirección.[3]
- Usar neumáticos con muy baja resistencia a la rodadura diferentes a los de serie.[3]
- Tapar con cinta todas las juntas de las puertas y ventanas.[3]
- Realizar la prueba en pistas con temperaturas altas como la de Applus Idiada en España, que realizan pruebas objetivas previas al ciclo NEDC.[3]
- Usar pistas con asfalto con baja resistencia a la rodadura. En la pista de Applus Idiada en Santa Oliva se pudieron mejorar las cifras de consumo de un vehículo entre un 3.1% y un 4.7% tras reasfaltar la pista en 2009, y bajo unas condiciones específicas.[3]

En la prueba de laboratorio los fabricantes se aprovechan de las siguientes prácticas:
- Cargar la batería al máximo en el período de aclimatación en el laboratorio. Puede mejorar los resultados hasta un 1% con respecto a una batería menos cargada.[3]
- Permitir la descarga de la batería durante la prueba desconectando el alternador.[3]
- Minimizar el peso del vehículo usando la versión menos equipada y retirando todos los equipos opcionales.[3] El TÜV alemán comprobó en 2010 que aumentando en 220 kg el peso del vehículo para la prueba aumentaba las emisiones de CO2 hasta un 9%.[2]
- Usar piezas de prototipos que no son representativas de los vehículos de serie.[6]
- Las antiguas pruebas clasificaban los vehículos en grupos con intervalos de 110 kg a los que se aplicaba el mismo valor de carga en el dinamómetro. Los fabricantes retiran todas las opciones y extras hasta conseguir entrar en un grupo más ligero con lo que consiguen una reducción en los resultados de entre un 2% y un 2,5%.[3]
- Usar lubricantes especiales que no se usan en los coches de producción por ser excesivamente caros.[3]
- Emplear sistemas Start-Stop. Durante la prueba de laboratorio el coche permanece un 20% del tiempo sin movimiento por lo que los vehículos con sistema Start-Stop se benefician hasta un 5% en la prueba pero el beneficio no se traslada a la conducción real.[3]
- Usar motores híbridos. Las características específicas de la prueba NEDC difieren de la conducción real.[6]
- Emplear neumáticos con índices de rodadura muy bajos.[3]
- Realizar la prueba a temperaturas altas cercanas a 30 grados centígrados. Realizar la prueba a 29 °C en lugar de 20 °C puede mejorar los resultados entre un 1,5% y  un 2%.[3]
- Reprogramar la centralita ECU (Engine Control Unit) de forma diferente a los vehículos de serie.[3]
- Usar robots para los cambios de marchas. El protocolo de la prueba permite desviaciones de ±2 km/h o ±1.0 segundos con respecto a la curva NEDC. El uso de dichas tolerancias por medio de robots permite mejorar los resultados entre un 1% y un 1,5%.
- Usar marchas más altas. Algunas lagunas del protocolo lo hacen posible y permiten mejorar los resultados hasta un 6%.[3]
- Abusar de las tolerancias y calibraciones del instrumental del laboratorio permite mejoras de resultados de hasta un 2%.[3]
- Ajustar los resultados finales hasta un 4% por debajo de los obtenidos está permitido por el protocolo NEDC.[3]
- No usar el sistema de aire acondicionado o climatización está permitido.[2]
- No usar luces, navegador, radio u otros sistemas está permitido.

En un caso concreto los investigadores de un instituto tecnológico alemán comprobaron que para los coches diésel no se habían reducido las emisiones reales de NOx después de 13 años de estándares estrictos.
El sistema legal europeo establece que una vez que se ha homologado un vehículo no se puede retirar su homologación salvo que se produzcan graves alteraciones.
Consultores independientes para la Comisión Europea concluyeron que la reducción de emisiones reportada entre 2002 y 2010 no resultó de una mejora de la tecnología empleada sino del uso de las lagunas, flexibilidades y omisiones de la prueba.
La brecha entre los resultados NEDC y la realidad se contabilizaban así:
- Un 25% debidas a la flexibilidad de la prueba de laboratorio
- Un 15-35% debidas a la flexibilidad de la prueba de carretera
- Un 10-20% debidas a omisiones en la prueba como el apagado de la climatización
- Un 10-20% debidas a causas desconocidas.[3]

Los fabricantes estaban consiguiendo los objetivos para 2015 de 130 g/km de CO2 que mandaba la regulación de la UE más por la manipulación de los resultados que por las mejoras tecnológicas en los vehículos.

## Casos de falseamiento en las pruebas

### Caso Caterpillar Inc. y Cummins Engine Co en 1998

Caterpillar

En 1998 Daniel Carder fue miembro de un equipo de 15 personas de la West Virginia University que actuó como perito en el caso abierto por el ministerio de Justicia de Estados Unidos (U.S. Justice Department) y varios fabricantes de motores diésel industriales como Caterpillar Inc (CAT.N) y Cummins Engine Co (CMI.N).
Los fabricantes aceptaron el pago de una multa de 83,4 millones de USD después de que los funcionarios hallaron evidencias de que vendían motores con equipos que se activaban para pasar las pruebas de la EPA pero que se desconectaban para el funcionamiento normal.

### Caso Hyundai-Kia en 2014

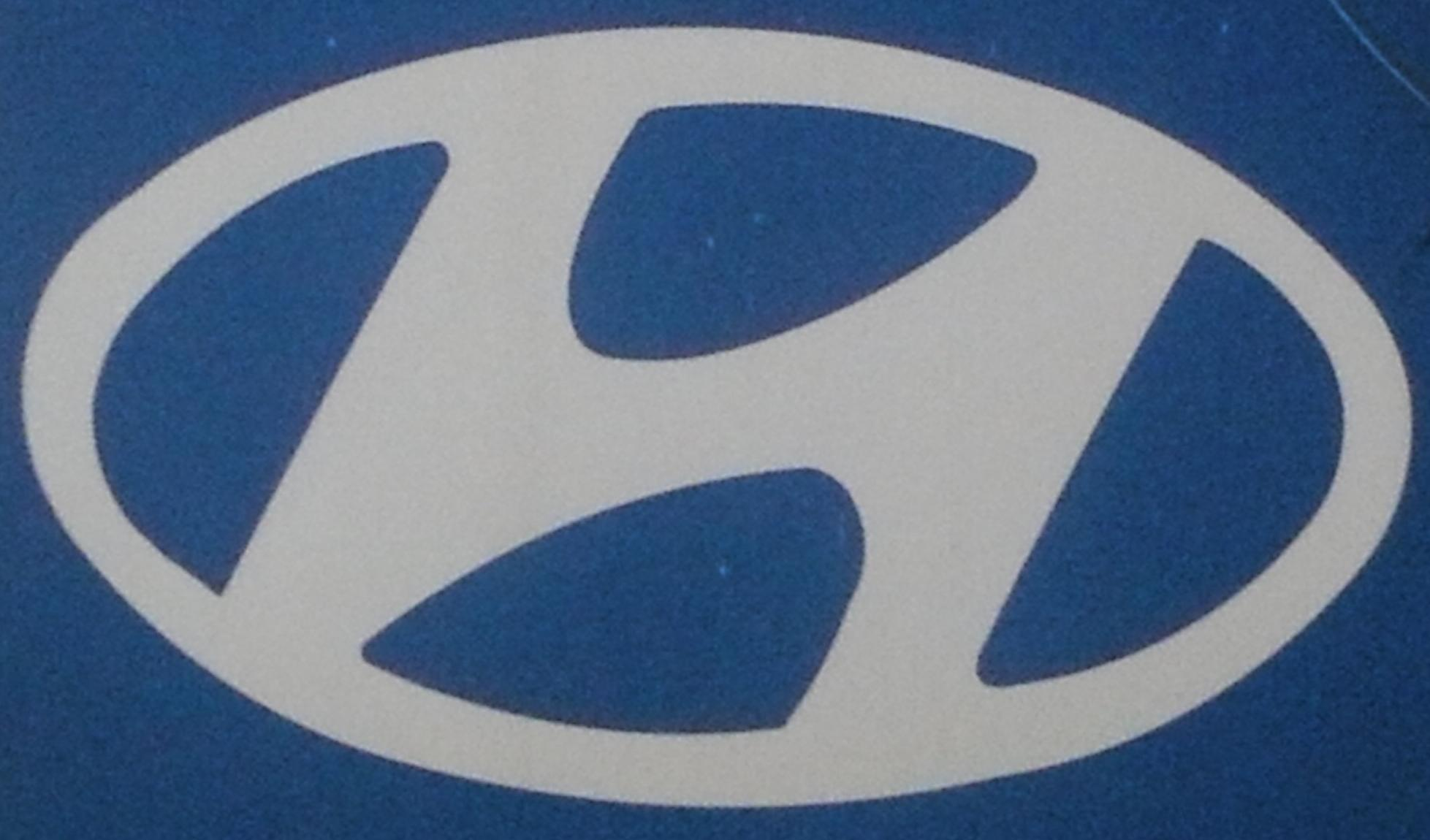
Hyundai

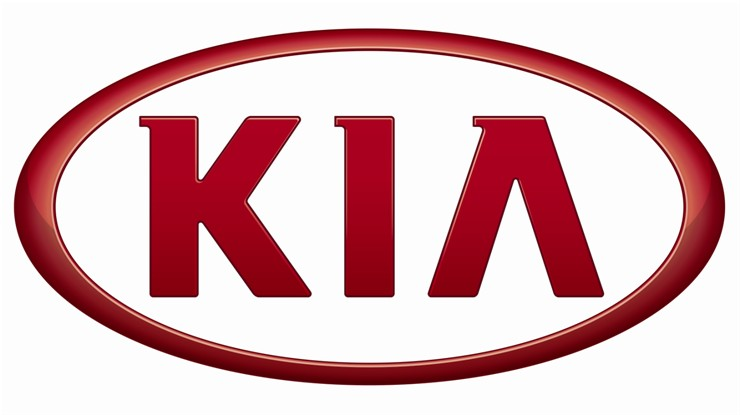
Kia

En 2014, en Estados Unidos Hyundai-Kia fue condenada por la EPA a pagar 100 millones de USD por subestimar el consumo de muchos de sus vehículos. Los vehículos implicados fueron Hyundai Accent, Elantra, Veloster, Santa Fe, Kia Rio y Soul.
En la prueba de carga en carretera Hyundai y Kia restringieron la prueba a un rango de temperaturas favorable, colocaron neumáticos optimizados diferentes a los de serie, extrajeron los mejores resultados de las pruebas en vez de la media y en ciertos casos tomaron sólo los resultados en los que los vehículos circulaban a favor del viento.

### Caso Volkswagen-Audi-Seat-Skoda en 2015

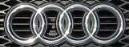
Audi

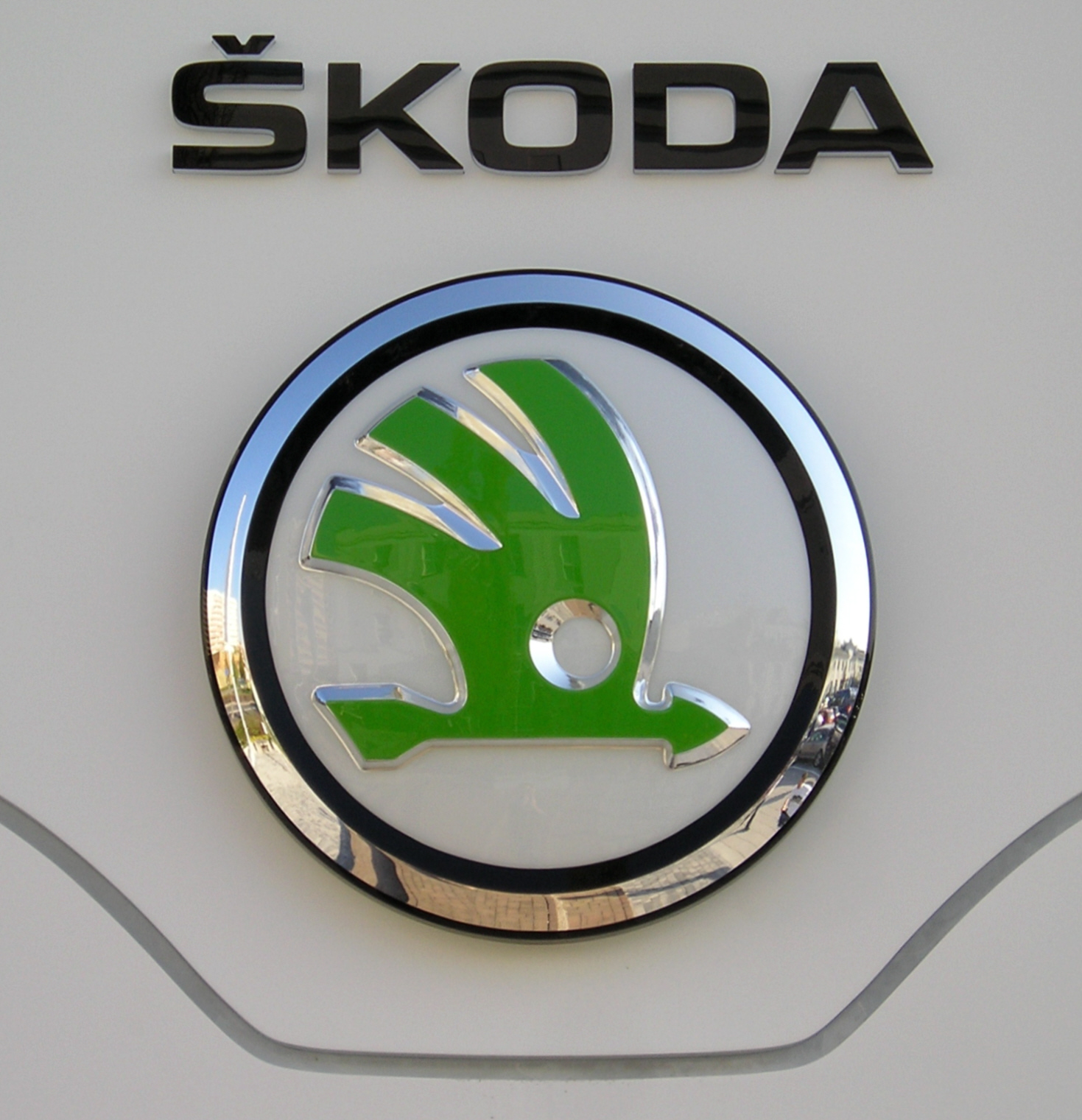
Skoda

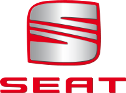
Seat

El 18 de septiembre de 2015, la EPA notificó a Volkswagen la violación de la Clean Air Act (Ley del aire limpio) alegando que los motores diésel de cuatro cilindros de Volkswagen y Audi de los modelos de los años 2009 a 2015 incluían un sofisticado algoritmo de software  que detectaba el momento en el que el vehículo estaba siendo sometido a pruebas de emisiones oficiales y entonces cambiaba los controles del motor para minimizar las emisiones durante la prueba. Eso tenía como resultado que los vehículos que pasaban las pruebas en el laboratorio o en la inspección de vehículos emitían después en su funcionamiento normal óxidos de nitrógeno (NOx) hasta 40 veces más que el nivel legislado.
El software usado por Volkswagen es un aparato fraudulento (defeat device) según la definición de la  Clean Air Act.
Volkswagen instaló un software ilegal para engañar durante las mediciones de gases contaminantes en 11 millones de vehículos diésel en todo el mundo.
La EPA calculó que su denuncia afectaba a 482 000 coches diésel vendidos en los Estados Unidos desde 2008.
Hacia el año 1998 la West Virginia University participó en la creación de la tecnología para medir las emisiones de los vehículos durante su funcionamiento en carretera.
A finales de 2012, la organización sin ánimo de lucro International Council on Clean Transportation (ICCT) pagó a la West Virginia University 50 000 USD para realizar un estudio sobre las discrepancias de las emisiones de vehículos diésel en la conducción real. Estudiaron las emisiones de tres vehículos diésel: VW Passat, VW Jetta y BMW X5.
Daniel Carder y su equipo formado por un profesor de investigación, dos licenciados y un miembro de la facultad realizaron las pruebas de carretera en los alrededores de Los Ángeles, la Costa Oeste y Seattle. El estudio se terminó en mayo de 2013 y fue corroborado por la EPA (U.S. Environmental Protection Agency) y CARB (California Air Resources Board).
El ingeniero valenciano Vicente Franco se doctoró por la Universidad de Castellón (UJI) con la tesis Los equipos de medición de gases contaminantes en continuo, bajo la dirección Rosario Vidal, catedrática de Proyectos de Ingeniería de la UJI,
Se incorporó en 2013 al equipo de investigación del ICCT en Europa y trabajaba en su sede ubicada en Berlín.
En mayo de 2013 formó parte del equipo que dirigió la investigación realizada por el International Council on Clean Transportation (ICCT) en colaboración con la universidad de West Virginia para estudiar las diferencias entre las emisiones de los vehículos diesel en EE. UU. y en Europa,
Descubrieron que las emisiones de óxido de nitrógeno en los coches de Volkswagen multiplicaban entre 10 y 35 veces las registrados en el laboratorio durante la prueba de homologación.
Los resultados se comunicaron en mayo de 2013 a la EPA, que realizó más estudios y destapó el escándalo en septiembre de 2015.
En 2015, Vicente Franco y Rosario Vidal coincidieron en que la legislación sobre emisión de óxidos de nitrógeno, gases perjudiciales para la salud, en los coches diésel es mucho más laxa en Europa que en Estados Unidos y lamentaron la falta de una agencia europea con atribuciones equiparables a la agencia medioambiental estadounidense (EPA), que es la que ha destapado las malas prácticas de Volkswagen.
En 2015, en Estados Unidos los coches diésel suponían un 2% del total de las ventas, y dos de cada tres coches diésel eran Volkswagen. En Europa el 53% de las ventas eran diésel, y en España el 66%.
A finales de septiembre de 2015 Volkswagen reservó 6 500 millones de euros para hacer frente a los costes del escándalo.
Sólo en Estados Unidos, la multa por vehículo trucado podría alcanzar unos 33 000 euros.
En octubre de 2016, el juez Charles Breyer ratificó un acuerdo entre el gobierno federal de Estados Unidos, los reguladores de California y los propietarios de 475 000 vehículos diesel Volkswagen por el que Volkswagen pagaría un importe de 14 700 millones de USD en relación con el trucaje de las emisiones.
El acuerdo ordena que los coches no pueden volver a la carretera si no cumplen las normativas medioambientales y tampoco pueden ser exportados a otros países con normas menos estrictas.
Para el 30 de junio de 2019 VW tendrá que haber reparado o recomprado al menos el 85% de los vehículos diésel de 2 litros implicados. Por cada punto porcentual no alcanzado deberá pagar 85 millones de USD a la EPA y 13,5 millones de USD a CARB.
En febrero de 2017, 138 000 propietarios de Estados Unidos habían devuelto sus vehículos a VW. Otros 150 000 habían decidido la devolución. Solo 52 000 decidieron conservar sus coches hasta que VW los reparara.
Los reguladores sólo aprobaron una propuesta de reparación que afectaba a 67 000 vehículos de 2015. Los 325 000 vehículos de 2009-2014 necesitarían una muy costosa instalación de un sistema selectivo de reducción catalítica que además no redujera las prestaciones, por lo que la mayoría serán achatarrados.
El 7 de enero de 2017, el FBI arrestó al anterior responsable de gestión de emisiones de VW en los Estados Unidos por conspiración para defraudar.
El 11 de enero de 2017 VW se declaró culpable de conspirar para defraudar al gobierno de los Estados Unidos y obstrucción a una investigación federal y acordó pagar 2800 millones de USD como multa penal y 1500 millones de USD como multas civiles. Además 6 ejecutivos de VW fueron imputados.
Como parte del acuerdo de la EPA y CARB con VW, esta instalará 2000 millones de USD en infraestructura de recarga eléctrica en Estados Unidos, de los que 800 millones se invertirán en California.
Los vehículos afectados por el trucaje fueron los modelos diésel de 4 cilindros TDI 1.6, TDI 2.0 con el motor EA 189:
- Volkswagen Golf VI
- Volkswagen Passat de séptima generación
- Volkswagen Tiguan de la primera serie
- Volkswagen Jetta y Beetle
- Skoda Fabia, Roomster, Octavia y Superb entre 2009 y 2013
- Audi A1, A3, A4, A5, A6, TT, Q3 y Q5.[17]
- Seat León, Ibiza, Alhambra, Exeo, Altea y Altea XL entre 2009 y 2015.[18]

El número de vehículos afectados fue:
- Volkswagen: 5 millones
- Audi: 2,1 millones
- Skoda: 1,2 millones
- Seat: 700 000[18]

La contaminación por NOx es la responsable del dióxido de nitrógeno, ozono superficial y materia particulada en suspensión. La exposición a estos contaminantes tiene una relación causa-efecto con problemas serios de salud como los ataques de asma y otras enfermedades respiratorias lo bastante importantes como para mandar a las personas al hospital. La exposición al ozono superficial y la materia particulada en suspensión están asociadas con la muerte prematura debida a problemas cardiovasculares y respiratorios. En particular, los niños, ancianos y personas con enfermedades respiratorias preexistentes están en peligro debido a estos contaminantes.

## Legislación basada en NEDC
La norma 443/2009 ordena a los fabricantes que para 2015 la media ponderada de sus nuevos vehículos tengan unas emisiones inferiores a 130 g/km de emisiones de CO2. La Comisión Europea propuso extender la directiva para alcanzar una media de 95 g/km para 2020.
La directiva 1999/94/EC requiere a los Estados miembros que la información de consumo y emisiones de CO2 sea accesible para los compradores de vehículos nuevos. Esto se hace con la intención de ayudarles a una mejor elección respecto al consumo.
Políticas nacionales diseñadas para incentivar vehículos más eficientes y que incluyen impuestos menores para dichos vehículos, exenciones de impuestos y permisos de acceso a ciertas zonas. Todas estas políticas se basan en las cifras oficiales de la UE obtenidas con el ciclo NEDC (ACEA, 2012).
Las pruebas NEDC inadecuadas condujeron a que las políticas diseñadas para reducir las emisiones de CO2 fueran un 25% menos efectivas de lo que deberían haber sido.

## Cambio de ciclo al WLTP
La Comisión Europea implementó el New Worldwide Harmonized Light Vehicles Test Procedure (WLTP) en 2018.
Tiene un ciclo de prueba más dinámico y es una prueba más rigurosa que reduce la divergencia entre la prueba y la realidad de una proyectada del 49% en 2020 (NEDC) a una del 23% (WLTP).
Para las emisiones contaminantes del aire la Comisión Europea adoptó el procedimiento de prueba Real-Driving Emissions (RDE) para usar equipos de medida portátiles en los vehículos rodando en condiciones reales de conducción.

## Recomendaciones
Los críticos recomiendan introducir pruebas de conformidad posteriores a la prueba de laboratorio que implicarían pruebas en carretera a vehículos de serie tomados al azar y realizadas por entidades independientes usando equipos de medición portátiles.
Los sistemas OBD (On-Board Diagnostic) se podrían usar para acercar los valores homologados a los del mundo real. Los sistemas OBD usan la centralita del vehículo para la diagnosis y pueden reportar una gran cantidad de parámetros del vehículo. El CARB (California Air Resources Board) introdujo en 1989 una legislación que obligaba a todos los vehículos vendidos en California a llevar un sistema OBD con un conector accesible. El CARB propone que los sistemas OBD proporcionen datos estandarizados de consumo y emisiones que podrían ser recolectados por aparatos conectados al puerto ODB. Esto permitiría una recogida de datos reales a gran escala.
Si una legislación similar se introdujera en la UE los datos de consumo podrían ser recogidos y comparados con los valores oficiales para evaluar si lo que dicen los fabricantes se ajusta a las observaciones reales.